# Universitätszentrum Althanstraße

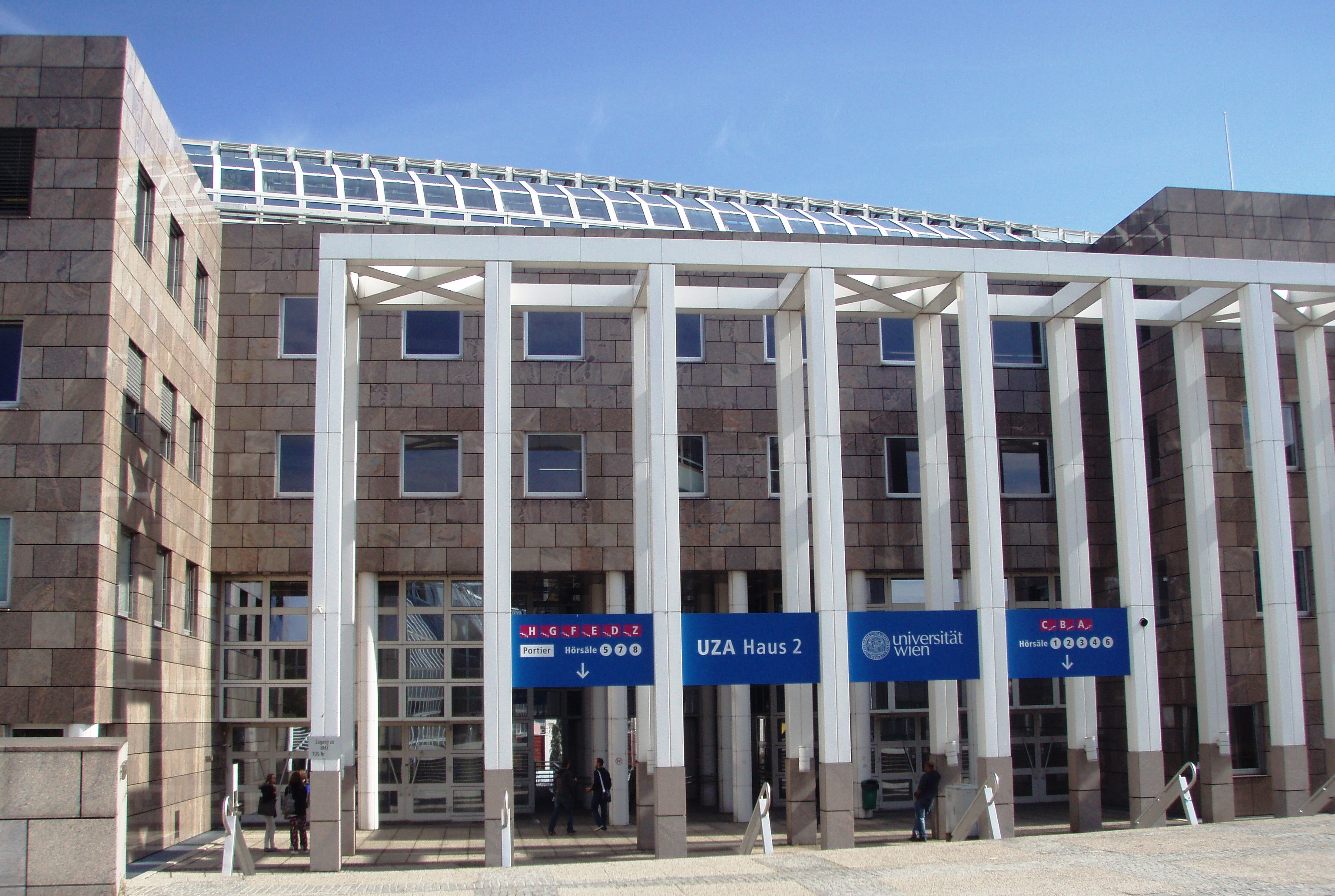
UZA 2 mit Pharmazie-Zentrum (links) und Geo-Zentrum (rechts)

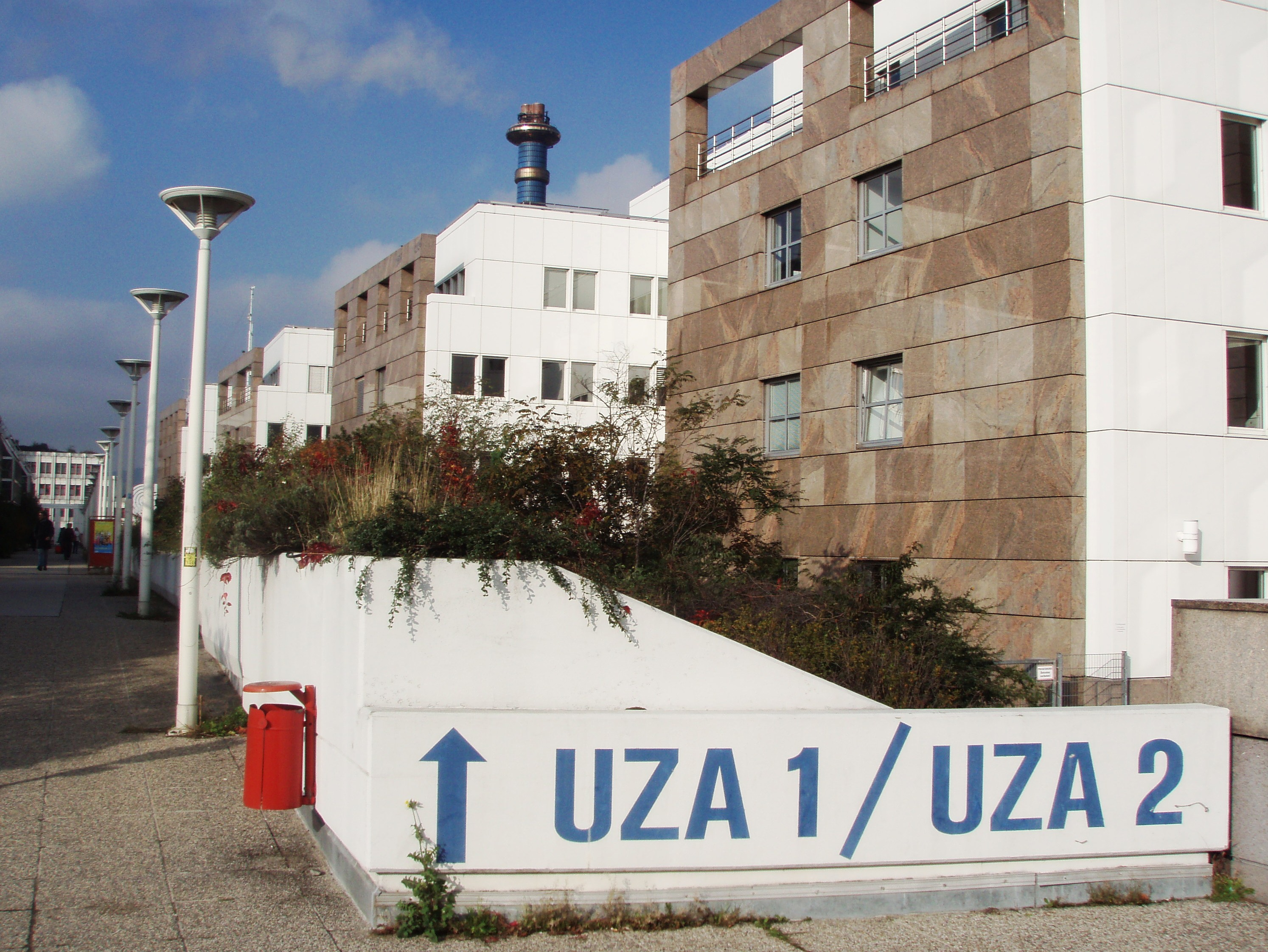
UZA 2, Pharmazie-Zentrum, Blick nach Norden

Das Universitätszentrum Althangrund (kurz UZA, bis 2022 Universitätszentrum Althanstraße) ist ein zwischen 1978 und 1995 erbauter Gebäudekomplex im 9. Wiener Gemeindebezirk Alsergrund. Vorwiegend als Überdeckelung der Franz-Josefs-Bahn (bzw. des Frachtenbahnhofs) nördlich des Franz-Josefs-Bahnhofs errichtet, beherbergt das UZA zahlreiche Einrichtungen der Universität Wien und (bis September 2013) auch der Wirtschaftsuniversität Wien.

## Lage
Das Universitätszentrum befindet sich im sogenannten Althangrund. Das UZA 1 wird westlich begrenzt von der Augasse und dem Liechtenwerder Platz. Nördlich und östlich trennen die Nordbergbrücke, die Nordbergstraße und der Josef-Holaubek-Platz das UZA 1 und 2 vom Bundesamtsgebäude Josef-Holaubek-Platz (viele Jahre lang bekannt als „das Wiener Verkehrsamt“) und der Müllverbrennungsanlage Spittelau (bekannt als „die Hundertwasser-Müllverbrennung“). Eine Fußgängerbrücke zwischen dem UZA und dem Bundesamtsgebäude ist seit Jahrzehnten gesperrt. Im Süden wurde das UZA 4 von einem öffentlichen Fußweg mit Stiegenhäusern in Verlängerung der Tepserngasse von den südlich anschließenden Geschäfts- und Bürogebäuden begrenzt.
Da die UZA-Häuser 1, 2 und 4 ebenerdig von den Gleisen der Franz-Josefs-Bahn unterquert werden, befinden sich Keller und Tiefgaragen der Gebäude (= "Ebene 1") eine Ebene über dem Geländeniveau. Dementsprechend liegt der Haupteingang zum UZA Haus 2 auf "Ebene 2".
Die überdeckelte Fahrstraße auf Ebene 1 („Innerer Ring“) bildet mittels einer Rampe die Verlängerung der Althanstraße und endet am Josef-Holaubek-Platz bzw. an der Nordbergbrücke. Die Lagerräume des Frachtenbahnhofs befinden sich auf Gleisebene und können ebenfalls von der Althanstraße erreicht werden.

### Anbindung
Das UZA ist öffentlich zu erreichen über die U-Bahn-Stationen Friedensbrücke und Spittelau (hier auch Anschluss an die Schnellbahn-Linie S40 und zu Regionalzügen) sowie mit der Straßenbahnlinie D und den Buslinien 35A und 37A.

## Aufbau
- UZA 1 (Augasse 2–6)

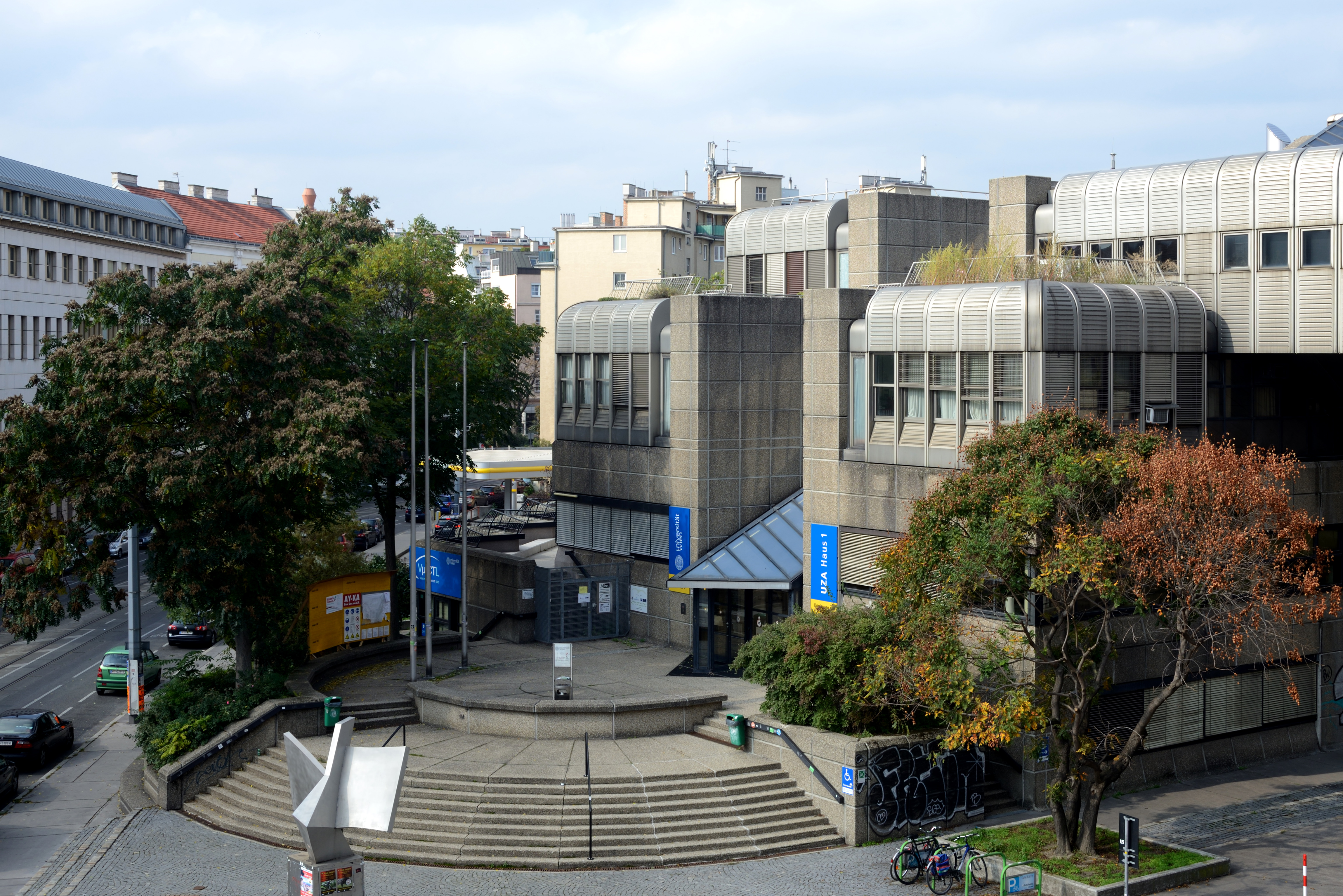
UZA 1, bis 2021 Biozentrum, ehemaliger südlicher Haupteingang in der Althanstraße

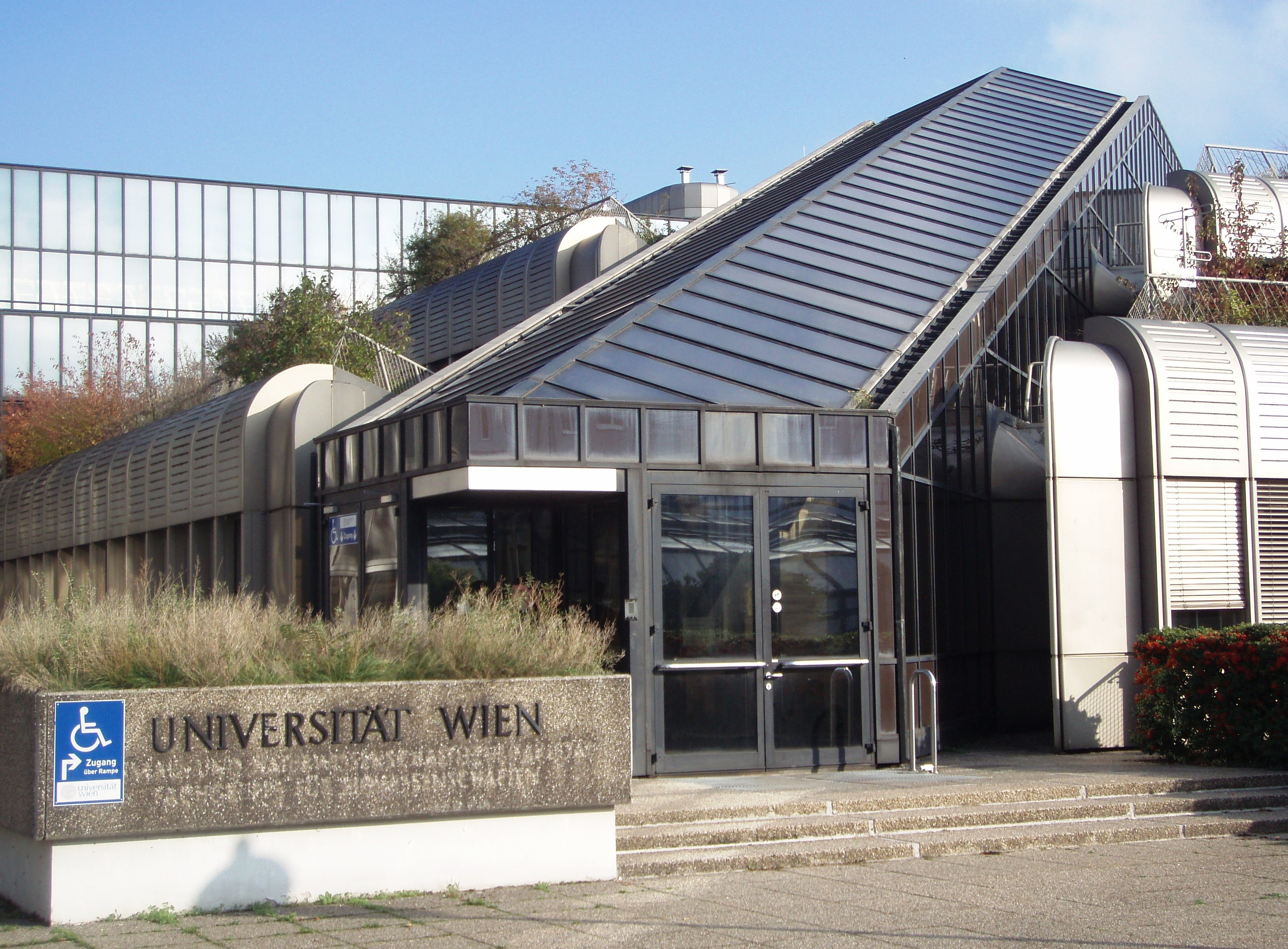
UZA 1, bis 2021 Biozentrum, nördlicher Haupteingang Richtung Augasse

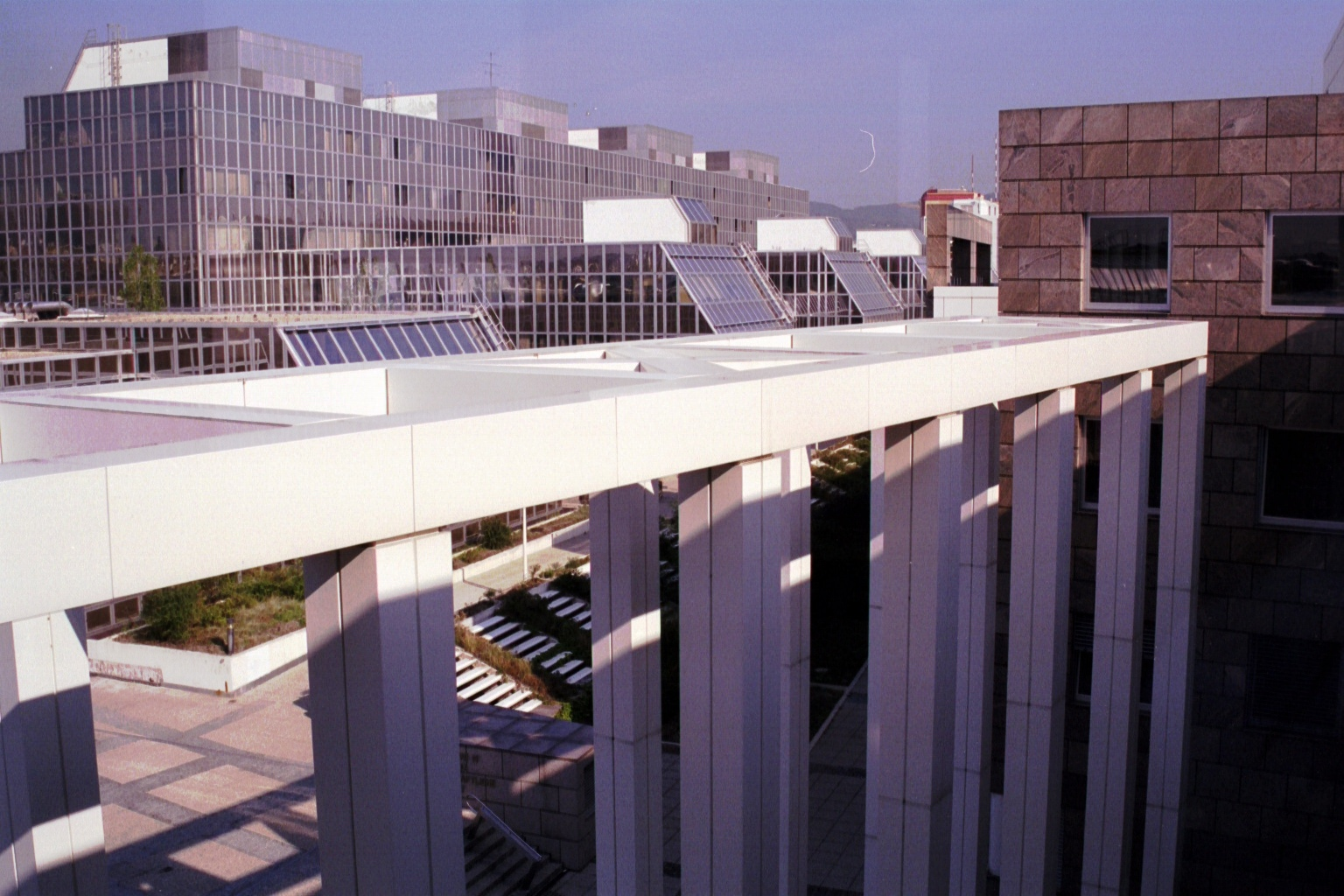
UZA 2 und (ehemalige) WUW

  - nördlicher Teil: bis September 2013 Wirtschaftsuniversität Wien (Hauptgebäude), derzeit Ausweichquartier „Alte WU“ unter anderem für Teile der Universität für Bodenkultur Wien sowie anderer Wiener Universitäten.
  - mittlerer Teil: Bis September 2013 Universitätsbibliothek der Wirtschaftsuniversität Wien, derzeit Ausweichquartier für die Akademie der bildenden Künste Wien während der Sanierung des Akademiegebäudes sowie für andere Universitäten
  - südlicher Teil: bis Ende des Sommersemesters 2021 noch "Biozentrum der Universität Wien" (Bauteile Biologie und Zoologie), im Wintersemester 2021/22 Aufnahme des Lehr-, Forschungs- und Bibliotheksbetriebes im neuen "Biologiezentrum der Universität Wien" in St.Marx. Mit der Rückgabe dieses Teiles von der Universität Wien als Mieterin an die Bundesimmobiliengesellschaft als Eigentümerin sind mangels Ein- bzw. Zuganges sowohl die bisherige Adresse "Althanstraße 14", als auch die Bezeichnung "Universitätszentrum Althanstraße" obsolet geworden. Die offizielle Bezeichnung lautet ab 1. April 2022 "Universitätszentrum Althangrund" mit der neuen Anschrift "Josef-Holaubek-Platz 2".

- UZA 2 (Adresse bis 31. März 2022: Althanstraße 14; neue formale Anschrift ab 1. April 2022: Josef-Holaubek-Platz 2): Departments bzw. Institute verschiedener Fakultäten der Universität Wien sowie die Fachbereichsbibliotheken für Erdwissenschaften & Meteorologie und für Pharmazie & Ernährungswissenschaften[2]
  - nördlicher Teil („Rotunde“): bis September 2013 „Zentrum für Informatik und Statistik“ der Wirtschaftsuniversität Wien, ab September 2014 Institut für Theater-, Film- und Medienwissenschaft und weiterer Einrichtungen der Universität Wien
  - mittlerer Teil: Pharmaziezentrum der Universität Wien
  - südlicher Teil: Geozentrum der Universität Wien

- UZA 3 (Althanstraße 39–45), bis 2015
  - ehem. Bankgebäude: bis September 2013 Wirtschaftsuniversität Wien
  - „Kinder in Wien“-Kindergarten (davor Betriebskindergarten der Wirtschaftsuniversität Wien)
  - bis zum Wintersemester 2014/15 Sportstätte des Universitätssportinstitut der Universität Wien, zwischenzeitlich ab Oktober 2014 temporäres Flüchtlingsquartier
  - seit 16. Jänner 2017 permanente Nutzung durch das Arbeits- und Sozialgericht Wien, Adaptierung ab Herbst 2015[3][4]

- UZA 4 (Nordbergstraße 15), bis 2013
  - errichtet 1986 ursprünglich als Bürogebäude der Postdirektion für Wien, Niederösterreich und das Burgenland
  - ab 2003 bis September 2013 Wirtschaftsuniversität Wien
  - bis September 2013 Fakultät für Mathematik der Universität Wien[5]
  - ab 2016: weitgehender Abriss bis auf den Betonkern, anschließend Bau von ca. 240 Wohneinheiten mit dem Projektnamen „Althanpark“[6][7]

## Absiedelung
2007 wurde entschieden, die Wirtschaftsuniversität Wien im September 2013 in das neu errichtete Gebäude am Welthandelsplatz 1 im zweiten Wiener Gemeindebezirk zu verlagern. Die Fakultäten für Mathematik und Wirtschaftswissenschaften der Universität Wien wechselten im selben Monat in den ebenfalls neuen Gebäudekomplex am Oskar-Morgenstern-Platz 1 („OMP1“, frühere Adresse Rossauer Lände 3 mit dem Projektnamen Uni Wien Rossau) im neunten Bezirk.
Der Umzug in die beiden Standorte war bis September 2013 abgeschlossen, sodass der Lehr- und Forschungsbetrieb mit Beginn des Studienjahres 2013/2014 gewohnt ablaufen konnte.
Seit Ende 2015 ist die bereits lange diskutierte Absiedelung des gesamten südlichen Teils des UZA 1 (Biozentrum der Universität Wien) nach Sankt Marx, wo bereits das Zentrum für Molekulare Biologie der Universität Wien, Einrichtungen der Österreichischen Akademie der Wissenschaften (ÖAW) sowie das Forschungsinstitut für Molekulare Pathologie (IMP) angesiedelt sind, endgültig beschlossen. Die Bauarbeiten für den Neubau starteten 2018, der Voll-Betrieb begann mit der offiziellen Eröffnung am 8. Oktober 2021 im Wintersemester 2021/22.

## Nachnutzung der ehemaligen WU-Gebäude
Die konkrete (örtlich und zeitlich) Nachnutzung ist erst teilweise geklärt. Realität ist inzwischen die Besiedelung ab Juni 2014 durch Teile der Universität für Bodenkultur Wien, diskutiert wurden bzw. werden auch eine Nutzung durch die Akademie der bildenden Künste Wien und die Universität für angewandte Kunst.
Allerdings wurde aus Kostengründen der Neubau der Universität für Angewandte Kunst inzwischen gestoppt, womit die geplante vorübergehende Nutzung der ehemaligen WU-Wien hinfällig geworden ist.
Auch die ursprünglich geplante Funktion als Ausweichquartier für das Österreichische Parlament während der geplanten baulichen Sanierung des Parlamentsgebäudes ab etwa 2017 ist inzwischen nicht mehr aktuell.
Überraschend wurde im September 2014 bekanntgegeben, dass in einem Gebäude der früheren WU, dem UZA 3 als „Übergangsquartier“, nach der notwendigen Adaptierung der Räume 250 syrische Flüchtlinge bzw. Asylwerber für maximal 4 Monate untergebracht werden sollen, um den derzeitigen Engpass an geeigneten Quartieren zu entschärfen.
Am 6. Oktober 2014 trafen die ersten 40 Flüchtlinge ein und besiedelten adaptierte Büroräume im früheren USI-Sportinstitut, im Dezember 2014 waren die Kapazitäten durch Vollbelegung bereits ausgeschöpft, per Ende Jänner 2015 wurde das Quartier vereinbarungsgemäß wieder vollständig geräumt. Ab Anfang 2017 wird das Gebäude nach Adaptierungen dauerhaft durch das Arbeits- und Sozialgericht Wien genutzt. Dieses übersiedelte vom derzeitigen Standort in der Wickenburggasse 8 in die Althanstraße 39–45.
Der nördliche Teil („Rotunde“) des UZA 2 wird ab dem Wintersemester 2014/15 in den Ebenen 3–5 dauernd durch Teile der Institute für Theater-, Film- und Medienwissenschaft (TFM) sowie für Publizistik- und Kommunikationswissenschaft der Universität Wien genutzt. Seit Juni 2017 wird auch die gesamte Ebene 2 durch die Fachbereichsbibliothek für Theater-, Film- und Medienwissenschaft genutzt.  Diese Übersiedelungspläne stießen allerdings auf Proteste speziell der Studierenden der TFM, da ursprünglich geplant gewesen wäre, die Fakultät für Geowissenschaften, Geographie und Astronomie hier zusammenzuführen. Während alle Institute außer jenes für Geographie und Regionalforschung schon länger dort residierten, sollte dieses auch hier angesiedelt werden. Dagegen wehrten sich Mitarbeiter und Studienprogrammsleitung erfolgreich und konnten ein Verbleiben im Neuen Institutsgebäude im ersten Bezirk erreichen.